# Gibbula albida
Gibbula albida é uma espécie de molusco pertencente à família Trochidae.
A autoridade científica da espécie é Gmelin, tendo sido descrita no ano de 1791.
Trata-se de uma espécie presente no território português, incluindo a zona económica exclusiva.